# Hermandad del Santo Entierro (Moguer)
La Fervorosa, Real e Ilustre Cofradía de Nazarenos del Satisimo Cristo de la Misericordia, Santísimo Cristo de la Paz Eterna y Nuestra Señora de la Encarnación en Soledad  es una cofradía del pueblo de Moguer, en Huelva (España).
- Popularmente conocida como "El Santo Entierro".
- Fundada en el año 1574.
- Sede: Ermita de San Sebastián.
- Penitentes: Las túnicas, cíngulo, capa y antifaz son moradas. El escudo se sitúa en el antifaz, a la altura del pecho.
- Imágenes: El Cristo de la Paz Eterna es obra de Antonio León Ortega (1961), el de la Misericordia es de Barbero de 1975 y la Virgen de la Encarnación es una talla anónima del siglo XVI.
- Pasos: La procesión consta de 3 pasos. El primer paso porta el Cristo de la Misericordia acompañado de la virgen María, María Magdalena y San Juan Evangelista. En el segundo al Santísimo Cristo de la Paz Eterna en su urna. El Tercer paso porta a Nuestra Señora de la Encarnación en Soledad seguida de la cruz y dos escaleras.

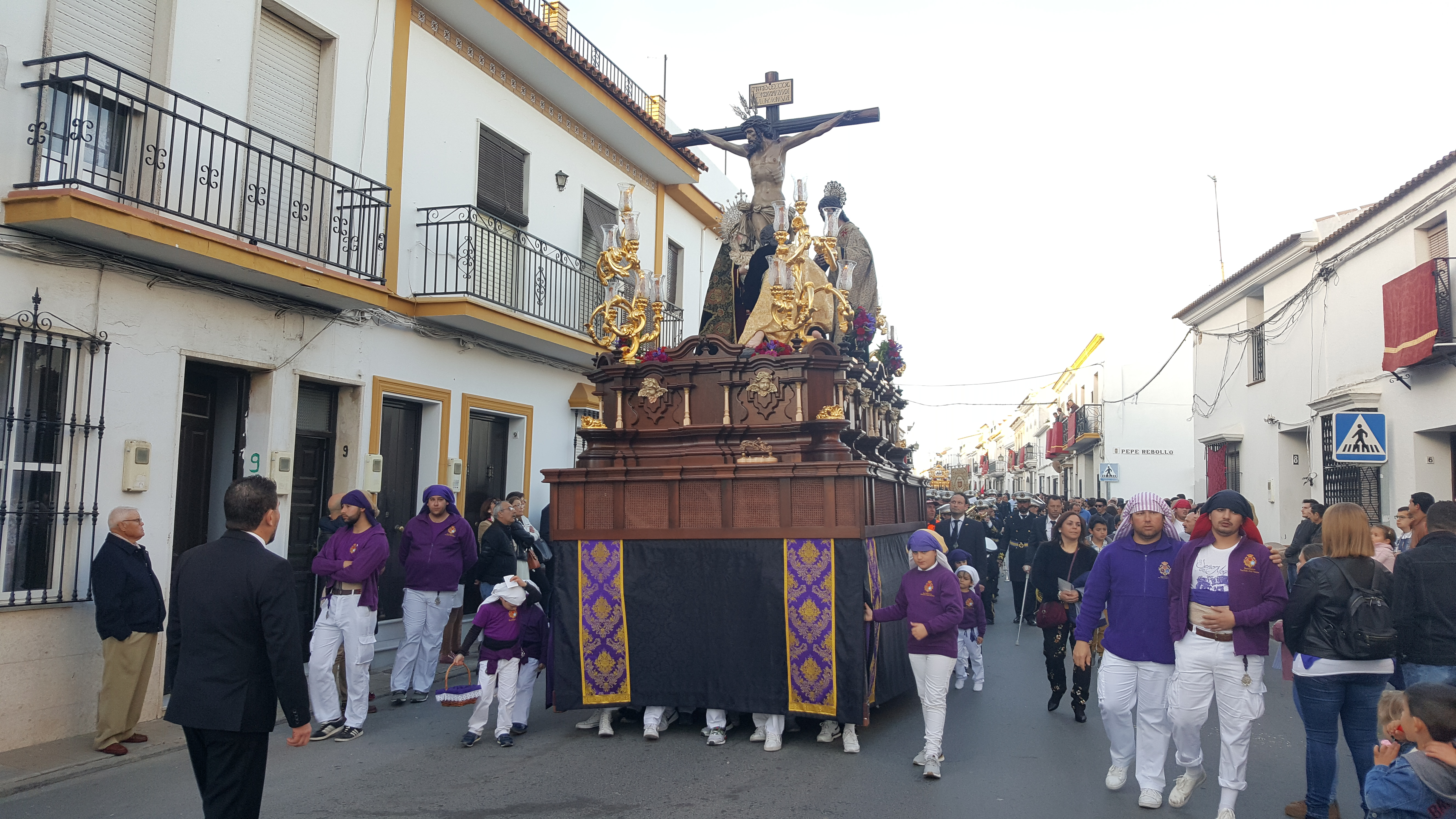
Paso Cristo de la Misericordia.

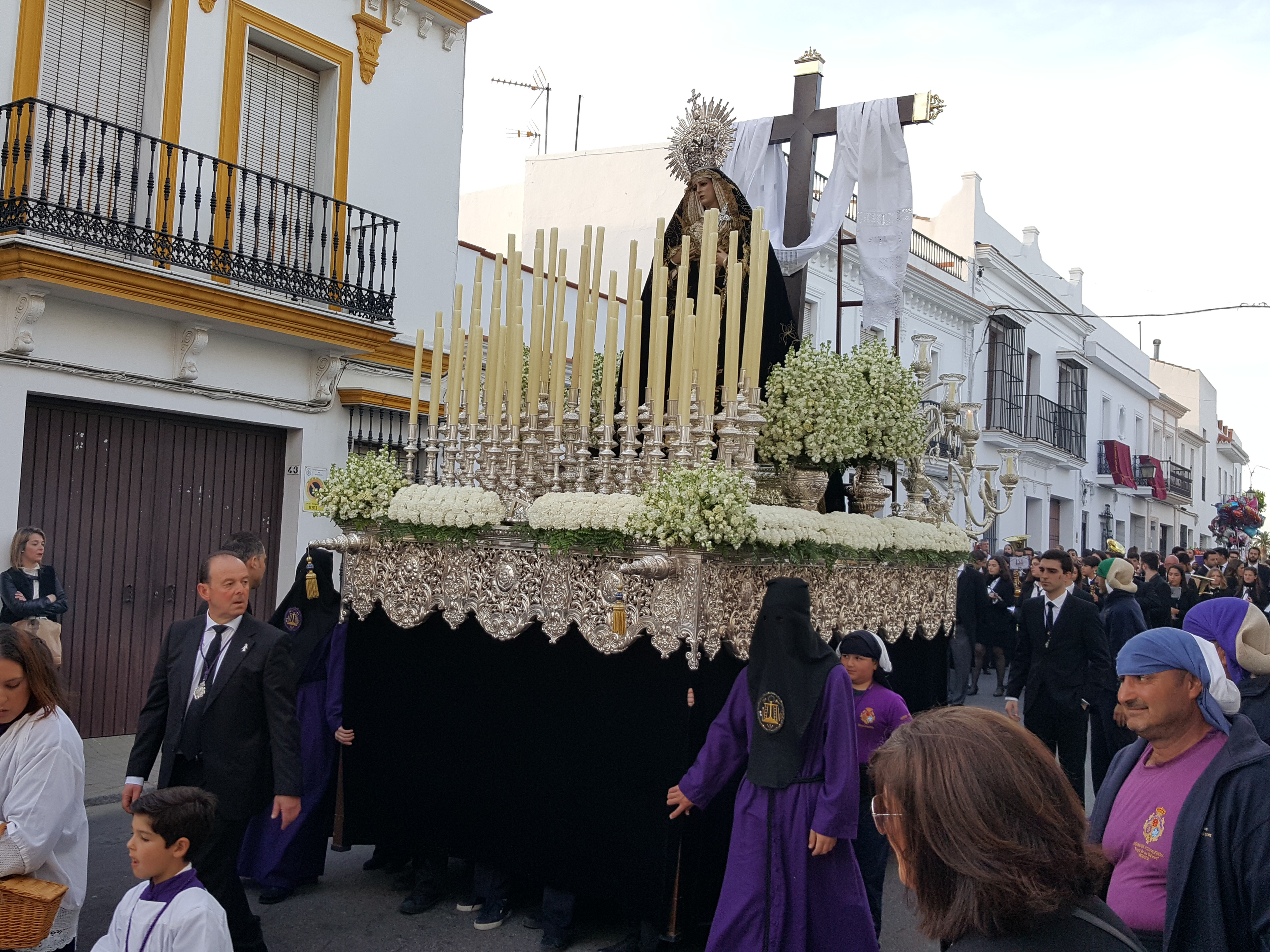
Paso Virgen de la Encarnación.

La antigua hermandad del Santo Entierro se fusionó en 1867 con la hermandad de la Vera-Cruz, con la que se mantuvo hasta que las imágenes titulares fueron quemadas en la Guerra Civil. Volvió a procesionar en 1956, refundada en el seno de la Hdad. de Ntro. Padre Jesús Nazareno, una vez realizadas la nueva talla de Nuestra Señora de la Encarnación en Soledad.

## Historia
La Hermandad de Ntro. Padre Jesús acogió a esta hermandad y hoy día el Santisimo Cristo de la Paz Eterna desfila por las calles de Moguer en una nueva urna, réplica de la anterior, talla realizada en 2018.